# Akonsalo (ö i Södra Savolax)
Akonsalo är en ö i Finland. Den ligger i sjön Pihlajavesi och i kommunen Nyslott i den ekonomiska regionen  Nyslott  och landskapet Södra Savolax, i den sydöstra delen av landet, 290 km nordost om huvudstaden Helsingfors. Öns area är 82,4 hektar och dess största längd är 2,9 kilometer i sydöst-nordvästlig riktning.